# Nazionale maschile di pallavolo di Cipro
La nazionale maschile di pallavolo di Cipro è una squadra europea composta dai migliori giocatori di pallavolo di Cipro ed è posta sotto l'egida della Federazione pallavolistica di Cipro.

## Rosa
Segue la rosa dei giocatori convocati per i XX Giochi dei piccoli stati d'Europa.
| N° | Nome                  | Ruolo | Data di nascita   | Squadra     |
| -- | --------------------- | ----- | ----------------- | ----------- |
| 1  | Stamatis Savvides     | L     | 5 febbraio 2006   | Pafiakos    |
| 2  | Avgoustínos Savvídis  | S     | 7 aprile 1992     | Pafiakos    |
| 4  | Nikolas Charalambidis | L     | 26 novembre 1993  | Anorthōsīs  |
| 5  | Orestis Kallis        | P     | 20 novembre 2006  | APOEL       |
| 6  | Marios Stroukarevits  | C     | 16 agosto 1998    | Pafiakos    |
| 7  | Níkos Eleftheríou     | S     | 17 ottobre 1997   | Pafiakos    |
| 8  | Odysséas Savvídis     | S     | 4 giugno 2002     | Nea Salamis |
| 9  | Alexandro Herrera     | S     | 19 marzo 2004     | Karavas     |
| 10 | Konstantínos Skordis  | S     | 20 agosto 2001    | Pafiakos    |
| 11 | Chrístos Prodrómou    | C     | 26 ottobre 1995   | Pafiakos    |
| 12 | Angelos Aléxiou       | C     | 4 febbraio 1987   | Omonia      |
| 13 | Antónis Mavrommatis   | P     | 10 settembre 2002 | Omonia      |
| 14 | Marios Nikolaou       | C     | 6 giugno 1989     | Nea Salamis |
| 18 | Filippos Chrysostómou | S     | 6 novembre 2007   | APOEL       |

## Risultati

### Competizioni CEV
| 2000 | 1º posto        | Convocazioni |
| 2002 | 1º posto        | Convocazioni |
| 2004 | 1º posto        | Convocazioni |
| 2007 | 1º posto        | Convocazioni |
| 2009 | 1º posto        | Convocazioni |
| 2011 | 1º posto        | Convocazioni |
| 2013 | 1º posto        | Convocazioni |
| 2015 | 2º posto        | Convocazioni |
| 2017 | 2º posto        | Convocazioni |
| 2019 | non qualificata | -            |
| 2022 | non qualificata | -            |
| 2023 | non qualificata | -            |
| 2024 | non qualificata | -            |

| 2018 | non qualificata | -            |
| 2019 | non qualificata | -            |
| 2021 | 7º posto        | Convocazioni |
| 2022 | non qualificata | -            |
| 2023 | 3º posto        | Convocazioni |
| 2024 | non qualificata | -            |

### Competizioni zonali
| 1987 | 1º posto        | Convocazioni |
| 1989 | 1º posto        | Convocazioni |
| 1991 | ?               | -            |
| 1993 | 1º posto        | Convocazioni |
| 1995 | 1º posto        | Convocazioni |
| 1997 | 1º posto        | Convocazioni |
| 1999 | 1º posto        | Convocazioni |
| 2001 | 2º posto        | Convocazioni |
| 2003 | 1º posto        | Convocazioni |
| 2005 | 1º posto        | Convocazioni |
| 2007 | 1º posto        | Convocazioni |
| 2009 | 1º posto        | Convocazioni |
| 2011 | 2º posto        | Convocazioni |
| 2013 | 1º posto        | Convocazioni |
| 2015 | non qualificata | -            |
| 2017 | 2º posto        | Convocazioni |
| 2019 | 2º posto        | Convocazioni |
| 2025 | 2º posto        | Convocazioni |